# Автошлях Р 18
Автошля́х Р 18 — автомобільний шлях регіонального значення на території України. Проходить територією Житомирської та Київської областей через Житомир — Попільню — Сквиру — Володарку — Ставище. Загальна довжина — 152,2 км.

## Маршрут
Автошлях проходить через такі населені пункти:
| Автошлях Р 18         |                  |
| Житомирська область   |                  |
| Житомирський район    |                  |
| Житомир               | E40E583М21Н03М21 |
| Станишівка            | Т 0614           |
| Лука                  |                  |
| Тарасівка             |                  |
| Волиця                | Т 0609           |
| Котлярка              | Т 0605           |
| Маркова Волиця        |                  |
| Великі Лісівці        |                  |
| Попільня              | Т 0611           |
| Парипси               |                  |
| Строків               |                  |
| Київська область      |                  |
| Білоцерківський район |                  |
| Малі Єрчики           |                  |
| Великі Єрчики         |                  |
| Сквира                | Н02Т 0203Т 1020  |
| Антонів               |                  |
| Гайворон              |                  |
| Володарка             | Р17Т 1013        |
| Кривець               |                  |
| Ставище               |                  |

## Галерея

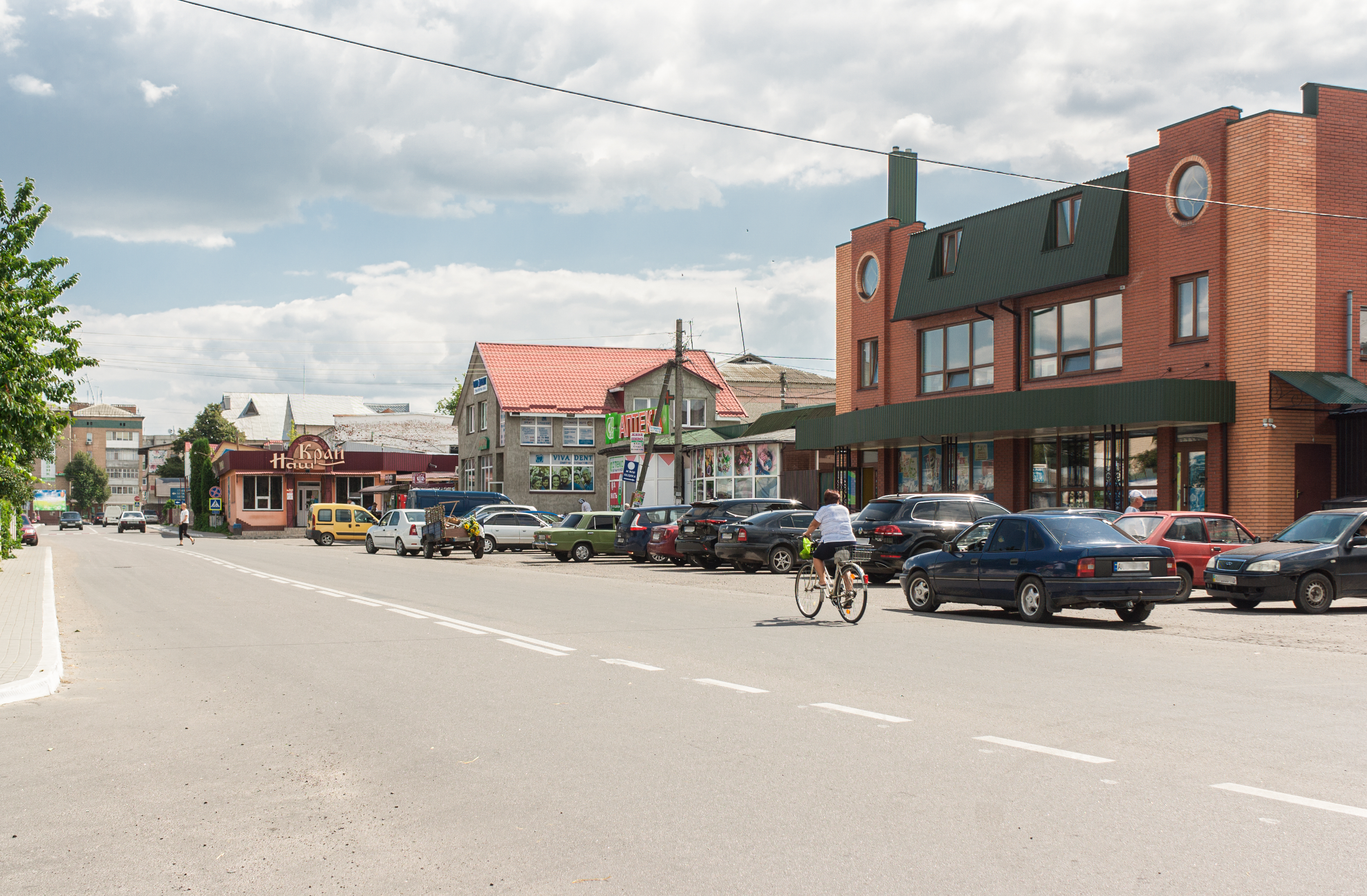
Автошлях в селищі Володарка
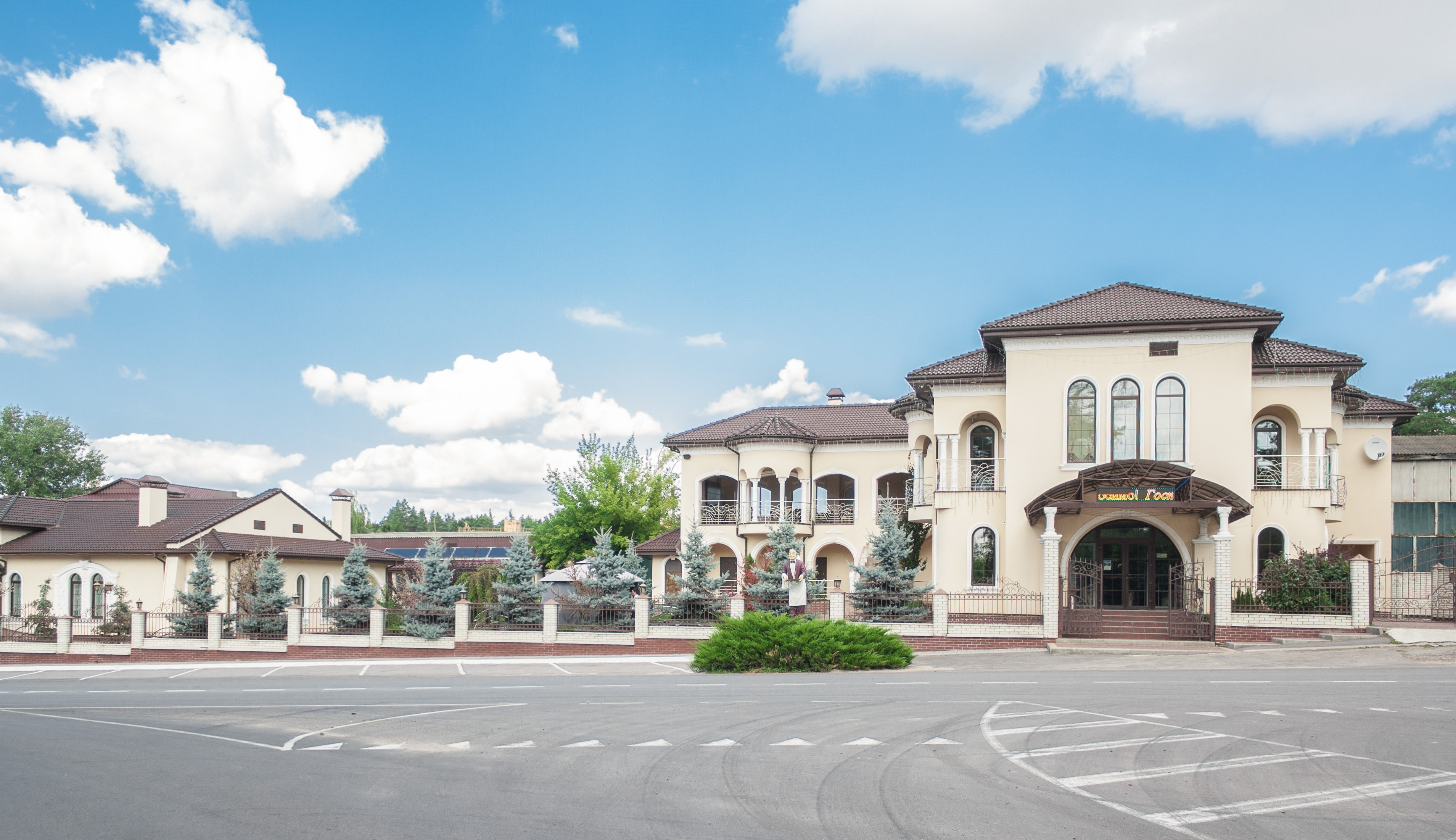
Автошлях в селищі Володарка
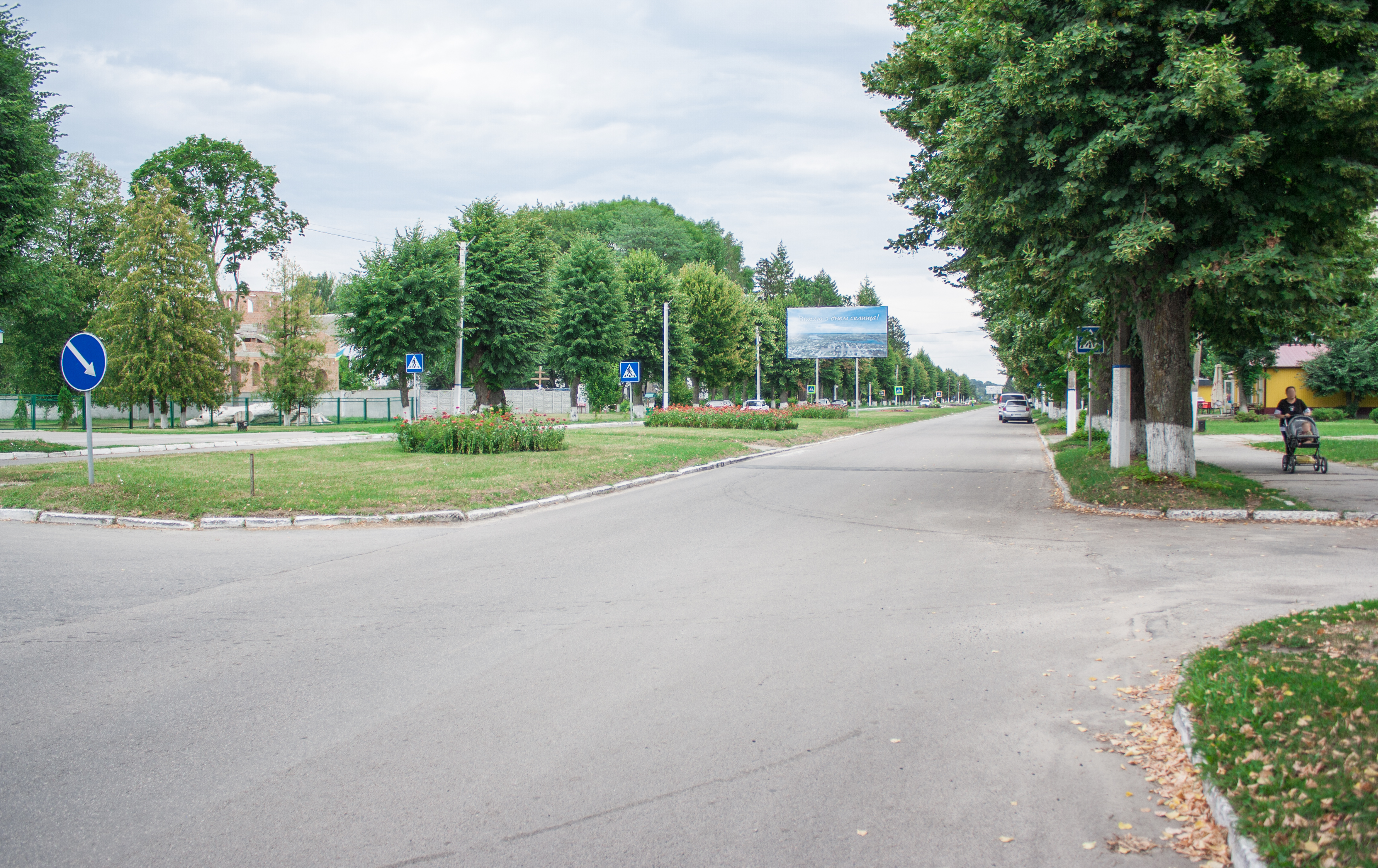
Автошлях в селищі Ставище